# Dores de Campos
Dores de Campos es un municipio brasileño del estado de Minas Gerais. Su población estimada en 2018 es de 10 081 habitantes, según el Instituto Brasileño de Geografía y Estadística (IBGE).

## Historia
El arraial de Dolores de Campos se llamó primitivamente poblado de la Patusca. El nombre se debió al apodo de un agricultor que se instaló en el lugar hacia 1830. Más tarde, con la construcción de la Capilla de Nuestra Señora de los Dolores en 1897, y creación del distrito, pasó a llamarse Dores de Patusca. Luego de ser anexado al municipio de Prados, desmembrado del de Tiradentes, recibió su nombre actual, Dores de Campos. En 1938 obtuvo la autonomía como municipio.

## Clima
Según la clasificación climática de Köppen, el municipio se encuentra en el clima tropical de altitud Cwa.

## Circunscripción eclesiástica
La parroquia local pertenece a la diócesis de São João del-Rei.